# Маунтин Ранч (Калифорнија)
Маунтин Ранч (енгл. Mountain Ranch) насељено је место без административног статуса у америчкој савезној држави Калифорнија.

## Демографија
По попису из 2010. године број становника је 1.628, што је 71 (4,6%) становника више него 2000. године.
| Група             | 2000.         | 2010.         |
| Белци             | 1.362 (87,5%) | 1.397 (85,8%) |
| Афроамериканци    | 22 (1,4%)     | 15 (0,9%)     |
| Азијати           | 13 (0,8%)     | 18 (1,1%)     |
| Хиспаноамериканци | 79 (5,1%)     | 123 (7,6%)    |
| Укупно            | 1.557         | 1.628         |